# Thomas Overskou
Thomas Overskou (Christianshavn (Koppenhága egyik része), 1798. október 11. – Koppenhága, 1873. november 7.) dán drámai költő, színész, színháztörténész.

## Életútja
Asztalosinas volt, 1818-ban került a színpadra és 1823-tól 1842-ig udvari színész volt Koppenhágában, majd 1849-től 1853-ig főrendező ugyanott. Első drámáját, Farens Dage, 1826-ban vitte színre, s ezután Overskou a legtermékenyebb modern drámaírók egyike lett. Különösen vígjátékai és vaudeville-jei arattak nagy tetszést. Drámai műveit (Comedier, 6 kötet, Koppenhága, 1850-53) saját maga rendezte sajtó alá; foglalkozott a színművészet elméletével és történetével is Folketheatret (Koppenhága, 1846) és Den danske Skueplads i dens Historie (uo. 1854-76, befejezte Collin), című könyveiben.